# Újezd u Průhonic
Pour les articles homonymes, voir Újezd.
Újezd u Průhonic est un quartier pragois situé dans le nord-est de la capitale tchèque, appartenant à l'arrondissement de Prague 11, d'une superficie de 370,3 hectares est un quartier de Prague. En 2018, la population était de 3 366 habitants.
La ville est devenue une partie de Prague en 1974.